# Асеновградско
 Тази статия е за историко-географската област.  За общината вижте Асеновград (община).  
Асеновградско (до 1934 година Станимашко) е историко-географска област в Южна България, около град Асеновград.
Територията ѝ съвпада приблизително с някогашната Асеновградска околия, а днес включва целите общини Лъки, Садово и Чепеларе, почти целите общини Асеновград (без селата Жълт камък, Леново и Нови извор от Първомайско) и Куклен (без селата Гълъбово и Цар Калоян от Пловдивско), както и селата Крумово и Ягодово в община Родопи. Разположена е около поречието на река Асеница в югоизточните части на Пазарджишко-Пловдивското поле и съседните части от Родопите. Граничи с Пловдивско на север, Чирпанско и Първомайско на изток, Ардинско и Смолянско на юг и Девинско на запад.

## Вижте още
- Рупчос